# Молочай-різдвяник
Молочай-різдвяник (Euphorbia pulcherrima) — багаторічна рослина родини молочайні родом з тропічної Мексики і Центральної Америки. Інша назва пуансетія.

## Опис
Молочай-різдвяник — вічнозелений чагарник, що сягає 3 м заввишки. Листя темно-зеленого кольору, яйцеподібно-еліптичної форми, із зубчатими краями, завдовжки 10-15 см. Квітки дрібні, жовті, зібрані в розеткоподібні суцвіття. При цвітінні навколо квіток утворюються яскраво-червоні приквітки. Виведені сорти з жовтими, рожевими, пурпуровими, двокольоровими приквітками. Квітне в грудні-лютому. Рослина отруйна, її молочний сік здатний викликати подразнення на шкірі.